# Вълково
 Тази статия е за селото в България.  За село Вълково в Гърция вижте Вълково (дем Неврокоп).  
Въ̀лково е село в Югозападна България. То се намира в община Сандански, област Благоевград.

## География
Вълково се намира в подножието на Малешевската планина.

## История
В края на XIX век Вуксан или Въксан е малко турско село в Османската империя. В „Етнография на вилаетите Адрианопол, Монастир и Салоника“, издадена в Константинопол в 1878 година и отразяваща статистиката на населението от 1873 година, Въксeн (Vëksen) е посочено като село в Мелнишка каза с 16 домакинства и 38 жители мюсюлмани.
Към 1900 година според статистиката на Васил Кънчов („Македония. Етнография и статистика“) във Вуксан, Петричка каза, живеят 40 българи и 190 турци.
Заселено е в 1921 година от македонски българи - бежанци и преселници от Егейска Македония и други краища. Първоначално е населено място на име Вуксан. В 1931 година е преименувано на Вълково и е признато за самостоятелно село.

## Население

### Етнически състав
Преброяване на населението през 2011 г.
Численост и дял на етническите групи според преброяването на населението през 2011 г.:
|                     | Численост |
| Общо                | 410       |
| Българи             | 225       |
| Турци               | 3         |
| Цигани              | -         |
| Други               | 0         |
| Не се самоопределят | -         |
| Неотговорили        | 181       |